# Grande Valse brillante (Chopin)
Grande Valse Brillante in Es majeur is een muziekcompositie van Frédéric Chopin voor piano. Het stuk werd in 1833 in Wenen gecomponeerd en voor het eerst uitgegeven in 1834. Het werd toegewijd aan mevrouw Laura Horsford. Dit werk dat opus 18 werd uit het oeuvre volgens de Brown-Index nummer 62 werd dus relatief vroeg geschreven in het leven van Chopin en was zijn eerste wals voor solo piano.

## Opbouw van het stuk
Het stuk begint met een expositie van twee thema's, het A en B deel, beiden in Es-majeur (mi mol groot). Naar het C deel verandert de toonaard naar Des majeur (re mol groot) na het C deel krijgen we een overgangsstuk om weer op terug te komen op het C deel. Na het C deel krijgen we D thema. Hierachter volgt weer een overgansdeeltje met vele versieringen waarna het D thema herhaald wordt. Uiteindelijk componeert Chopin een re-expositie van het A- en het B-thema. (terug een modulatie naar Es majeur) en hierop volgt een lange finale die uitmondt in een climax.
De structuur bestaat dus uit AABABCC...CDD...D...D...ABA "Coda". Hierbij staan de "..." voor overgangsdelen die geen thema bevatten.

## Trivia
- Dit stuk of sommige van zijn thema's waren erg populair ten tijde van de stomme films en ook in tekenfilms zoals bijvoorbeeld Bugs Bunny.
- Kenmerkend voor Chopin is het vele pedaalgebruik. Ook in dit stuk is de pedaal prominent aanwezig. Toch wordt in het B-deel het gebruik van de pedaal afgeraden.
- Chopin zijn voorliefde voor piano ging meestal uit naar zijn Pleyelvleugel omwille van zijn lichte aanslag en zilveren klank. Daardoor prefereren sommige uitvoerders nog steeds het stuk in zijn authentieke charme te bewaren en het op een Pleyel uit te voeren.